# Marnes-la-Coquette

Marnes-la-Coquette este o comună în departamentul Hauts-de-Seine, Franța. În 2009 avea o populație de 1,663 de locuitori.